# Quyền LGBT ở Luxembourg
Quyền đồng tính nữ, đồng tính nam, song tính và chuyển giới (tiếng Luxembourg: lesbesch, lénks, bisexuell an transgender; (tiếng Pháp: lesbiennes, gays, bisexuels et transgenres; tiếng Đức: Lesben, Schwule, Bisexuelle und Transgender) ở Luxembourg được hưởng các quyền giống như những người không phải LGBT. Đất nước khoan dung với đồng tính luyến ái, và nó phần lớn được tôn trọng và chấp nhận. Quan hệ đối tác, nơi cung cấp nhiều lợi ích của hôn nhân, được công nhận. Vào tháng 6 năm 2014, Quốc hội Luxembourg đã thông qua luật cho phép hôn nhân đồng giới và nhận con nuôi, có hiệu lực vào ngày 1 tháng 1 năm 2015. Phần lớn người Do Thái ủng hộ hôn nhân đồng giới. Ngoài ra, phân biệt đối xử dựa trên xu hướng tính dục và thay đổi giới tính là ngoài vòng pháp luật.

## Bảng tóm tắt
| Hoạt động tình dục đồng giới hợp pháp                                                                                       | (Từ năm 1794)                  |
| Độ tuổi đồng ý | (Ngoại trừ giữa 1971–1992)     |
| Luật chống phân biệt đối xử trong việc làm                                                                                  | Yes                            |
| Luật chống phân biệt đối xử trong việc cung cấp hàng hóa và dịch vụ                                                         | Yes                            |
| Luật chống phân biệt đối xử trong tất cả các lĩnh vực khác (bao gồm phân biệt đối xử gián tiếp, ngôn từ kích động thù địch) | Yes                            |
| Luật chống phân biệt đối xử liên quan đến bản dàng giới                                                                     | (Theo "thay đổi giới tính")    |
| Hôn nhân đồng giới | (Từ năm 2015)                  |
| Công nhận các cặp đồng giới                                                                                                 | (Từ năm 2004)                  |
| Con nuôi của các cặp vợ chồng đồng giới                                                                                     | (Từ năm 2015)                  |
| Con nuôi chung của các cặp đồng giới                                                                                        | (Từ năm 2015)                  |
| Người đồng tính nam, đồng tính nữ và song tính được phép phục vụ công khai trong quân đội                                   | Yes                            |
| Quyền thay đổi giới tính hợp pháp                                                                                           | [ 1 ]                          |
| Liệu pháp chuyển đổi bị cấm ở trẻ vị thành niên                                                                             | No                             |
| Truy cập IVF cho đồng tính nữ                                                                                               | Yes                            |
| Mang thai hộ cho các cặp đồng tính nam                                                                                      | (Cấm bất kể xu hướng tình dục) |
| NQHN được phép hiến máu | [ 2 ]                          |